# Irokézové
Irokézové (anglicky Iroquois; čteno jako /ˈɪrəkwɑː/) nebo také Haudenosaunee (anglický přepis senecského Hodínöhsö:ni' /hodinɔ̃hsɔ̃:niʔ/) jsou jedni z původních obyvatel Severní Ameriky, je to sdružení kmenů s podobným jazykem, kulturou a zvyky.
V období kolem 16. století se uskupili do spolku tzv. Irokézské konfederace („Liga míru a moci“), která sestávala z původních pěti kmenů (odtud jejich druhé jméno, pod kterým byli známější: „Pět národů“): Mohawkové, Oneidové, Onondagové, Cayugové a Senecové. V 18. století se k Lize přidal i kmen Tuscarorů a jejich jméno bylo tedy změněno na „Šest národů“. Konfederaci představuje sněm padesáti dědičně volených náčelníků na tzv. Velkém shromáždění. Důležitými osobnostmi, které sehrály významnou roli v sjednocování kmenů, byli bezpochybně Hiawatha a Deganawida (Velký mírotvůrce, usmiřovatel)
Zarytými nepřáteli Irokézů jsou kmeny Huronů a Algonkinové – kmeny žijící v blízkosti Velkých jezer, na jihu Kanady nebo v některé z nedalekých provincií.
Když Evropané poprvé připluli do Severní Ameriky, Irokézové obývali oblast na severovýchodě Spojených států, v podstatě severní část dnešního státu New York. Dnes žijí Irokézové převážně na území Spojených států a jihu Kanady.

## Původ jména

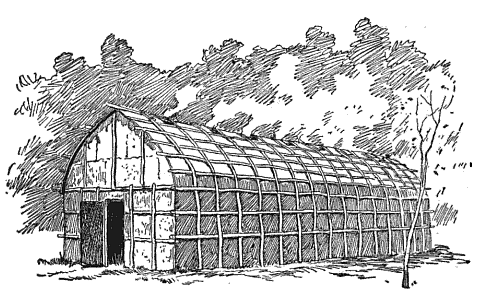
Irokézský dlouhý dům neboli longhouse

Irokézové sebe nazývají Haudenosaunee neboli „Lidé dlouhého domu“ nebo „Ti, co staví dlouhý dům“. Tímto pojmem byli označení Velkým usmiřovatelem v době vzniku konfederace. Mělo to tedy v přeneseném významu znamenat jednotu konfederace a že je možné, aby všichni žili spolu v jednom domě (tedy v tzv. longhouse – dlouhý dům). Symbolicky pak byli Senecové na západě hlídači západní brány a Mohawkové na východě hlídači východní brány „kmenového domu“. Onondagové, kteří žili uprostřed Irokézského teritoria, byli (doslova i obrazně) hlídači středního plamene. (pozn.: Irokézský dlouhý dům je typické indiánské obydlí protáhlého tvaru. Domy byly z dřevěných kůlů, které tvořily kostru domů, a pak je pokryli pláty březové kůry nebo kůží. Je otevřené na obou svých koncích a uprostřed domu hoří velký plamen.)
Algonkinové jim též říkali irinakhoiw – opravdové zmije. Existovala i další Irokézská jména – například kmen Ottawů je nazýval Matchenawtowaig – zlé zmije, kmen Objibwů Nautowa – zmije. Je známý též název kmene Powhatan Massawomeck.
Jméno Irokézů (Iroquois, čteno: /ˈɪrəkwɑː/), jak ho známe dnes, bylo převzato z francouzštiny. Výraz „Iroquois“ je baskického původu a je to označení pro „zabijáka lidí" (původně Hilokoa). Baskičtí rybáři se totiž při svých zastávkách v Americe znepřátelili s Irokézy, ale obchodovali s místními Algonquiny. Ti ve svém jazyce (přesněji nářečí, kterým se mluvilo okolo zálivu sv. Vavřince) neměli písmeno "L" a vzniklá zkomolenina zněla „Hirokoa“. Tomuto výrazu Francouzi už rozuměli, jelikož používali podobná slova při dorozumívání s dalšími kmeny ze samé oblasti a upravili si jej podle tehdejších francouzských pravopisných pravidel na "Iroquois".

## Historie
Počátky
Severovýchodně od mississippských kmenů žili v lesích Irokézové, skupina jazykově příbuzných kmenů severoamerických Indiánů žijících v 16. století v oblasti Velkých jezer, řeky sv. Vavřince, řeky Potomac a v části povodí řeky Tennessee. V průběhu evropské kolonizace většina kmenů zmizela, vyhynula či jejich zbylí příslušníci splynuli se silnějšími kmeny. Za abnormální vyhubení Irokézů nenesou zásluhu evropské moderní zbraně nýbrž vir planých neštovic, který kolonisté přinesli s sebou. Imunitní systém Indiánů nebyl na novou nemoc připraven a Indiáni vymírali po tisících. Irokézové v době evropské kolonizace byli rozděleni do dvanácti kmenů: Neutrálové, Petuni, Huroni, Wenrové, Eriové, Susquehanncockové, Senecové, Cayugové, Onondagové, Oneidové a Mohawkové. Dominantní skupinou pak byli samotní Irokézové, kteří vytvořili patrně ve třetí čtvrtině 16. století svaz obývající kraj východně od Velkých jezer, nazývaný pak po roce 1722 Irokézskou ligou (v té době se kmen Tuscarorů už k ní připojil). Příslušníci svazu udržovali kontakty s nizozemskými a anglickými obchodníky, pod jejichž vlivem pomalu opouštěli animistické náboženství a poté přijímali křesťanství.
Život ve vesnicích

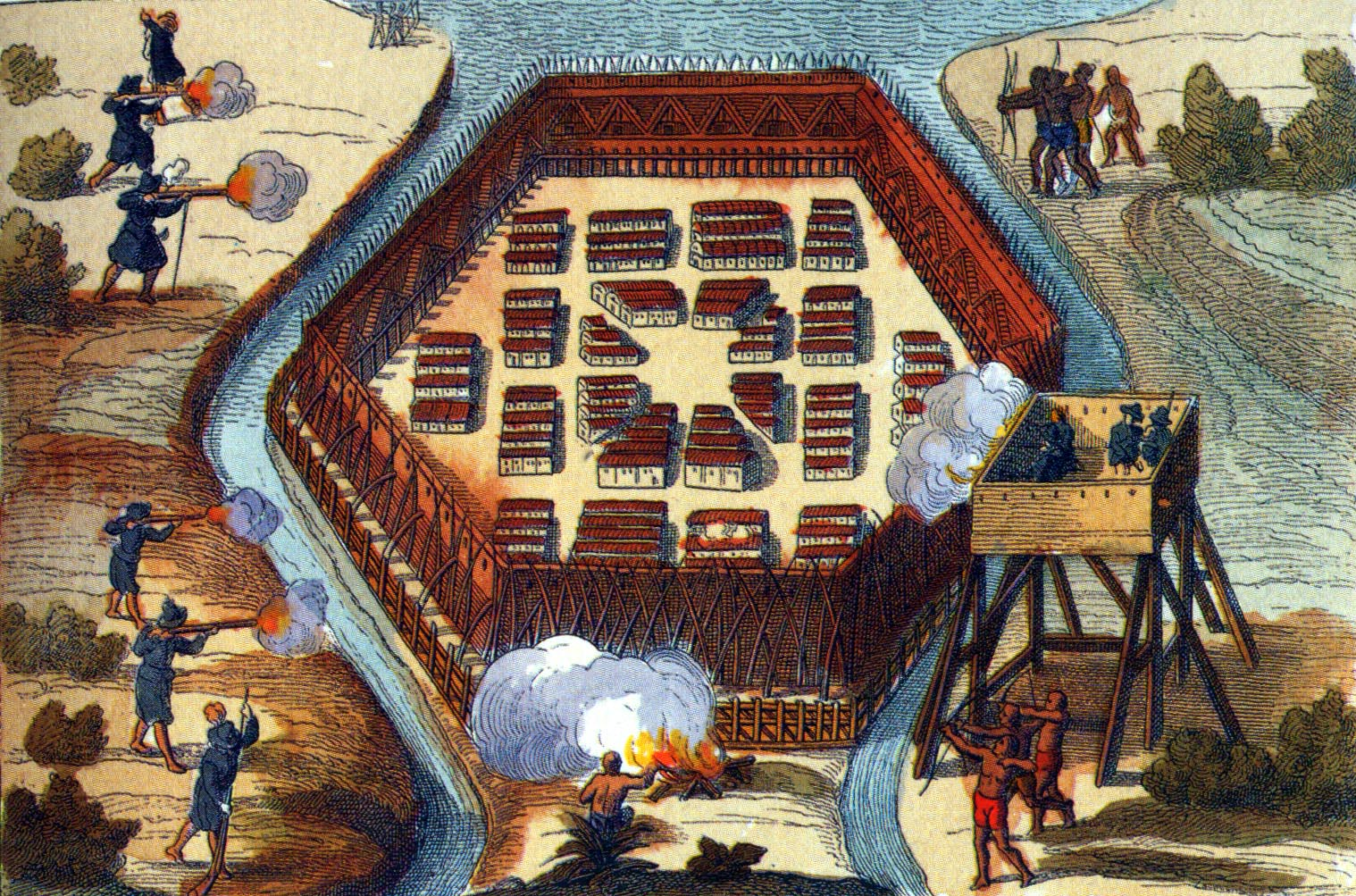
Opevněná vesnice Onondagů.

Irokézové byli lovci, zemědělci a také obchodníci, kteří žili v opevněných vesnicích v blízkosti svých polí. V okolních lesích muži lovili jeleny, medvědy a soby karibu. Chytali také menší zvířata, jako například králíky a bobry. Stále větší význam také získávaly kožešiny vyměňované s bílými obchodníky za zbraně a potraviny. Ženy obdělávaly pole motykami a zahnutými holemi. Zasely semena a staraly se o mladé rostliny. Nejdůležitějšími pěstovaným plodinám se říkalo „tři sestry“ – byla to kukuřice, boby a dýně. Přibližně po 10 nebo 15 letech se půda vyčerpala, přestala plodit a bylo nutné ji opustit. Aby mohla být obdělaná nová pole, museli muži vyklučit další kus lesa a postavit novou vesnici. Z řemesel mělo největší význam košíkářství, tkalcovství a hrnčířství.
První vesnice postavili Irokézové na březích vodních toků a řek. Později když se začali obávat napadení sousedními kmeny, stavěli vesnice na kopcích a opevnili je trojitou dřevěnou kolovou hradbou se strážními věžemi: „... a ty v dobách války zásobily kameny, které vrhali na nepřítele, a vodou, aby uhasili oheň, který mohl být založen u hradeb“ (napsal Gabriel Sagard, pracující mezi Hurony jako misionář v 17. století).
Někdy Indiáni ve vesnicích utvořili válečné nebo obchodní svazy, ale jinak kmeny neměly žádnou jednotnou vládu. V čele každé vesnice stál volený náčelník a rada, která mu pomáhala udržovat klid a pořádek.
Dlouhé domy
Vesnice Irokézů se skládaly z několika dlouhých dřevěných domů, ve kterých společně žilo několik příbuzných rodin. Chýše stavěli Indiáni z dřevěných kůlů, které tvořily kostru domů, a pak je pokryli pláty březové kůry nebo kůží. Domy byly různě veliké; ty, ve kterých žilo 20 rodin, mohly být až 45 metrů dlouhé.
Uvnitř měla každá rodina svůj oddělený prostor, který byl tři až čtyři metry dlouhý. Uprostřed na podlaze se táhla řada ohnišť, jedno používaly dvě rodiny. Ve střeše byly otvory kudy unikal kouř. Na jednom konci domu byl prostor, kde se skladovaly potraviny a palivové dříví, a v jeho středu stály police, kam si Indiáni ukládali své věci – oděvy, lovecké zbraně, zemědělské nářadí, košíky, kuchyňské nádoby a jídelní misky z březové kůry. Podél zdí se táhly dřevěné lavice pokryté kůžemi, na kterých se sedělo nebo spalo. V zimě spali Indiáni pod lavicemi, poněvadž tam bylo větší teplo.
Obchod s kožešinami

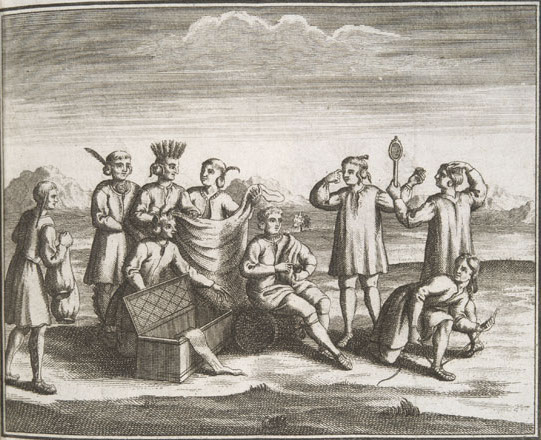
Setkání Irokézů s kolonisty a jejich zbožím

Při svých obchodních cestách překonávali Irokézové vzdálenosti pěšky nebo se plavili po řekách v kánoích z kůry. Například Huroni obchodovali se sousedními kmeny a za kukuřici, tabák a rybářské sítě výměnou získávali maso a kožešiny.
Když se v 16. století ve východních pralesích objevují francouzští a angličtí obchodníci, obchod s kožešinami nabývá na významu. Výměnou za kožešiny dostávali Indiáni od evropských obchodníků korálky, látky, kovové nástroje a zbraně. Jak obchod s kožešinami rostl, začaly irokézské kmeny mezi sebou soupeřit o to, kdo bude ovládat obchodní trasy. Nejvýznamnější trasou pořád zůstávala mohawská stezka (irokézská stezka, cesta Seneků či velká cesta Genesee) – komunikace v dnešní Spojených státech, spojující řeku Hudson a východní pobřeží kontinentu s jezerem Erie (a tudíž i celou oblast Velkých jezer). V bojích o ovládnutí stezek přišlo mnoho Indiánů o život a mnoho dalších zemřelo na neštovice nebo jiné evropské nemoci. Počet indiánských obyvatel se snížil natolik, že když na počátku 17. století do východních pralesů přišli francouzští a angličtí osadníci, nalezli ohromná území téměř neobydlená.

## Kultura
Wampumy
Wampumy se používaly jako náhrdelníky, nákrčníky a čapky a jejich vzory byly vysoce symbolické. Většinou se dochovaly ty, které měly podobu pásů, užívaných jako mnemotechnická pomůcka při obřadních a politických příležitostech. Stovky jich byly zhotoveny k záznamům o vyjednávání při příchodu evropských osadníků.
Termín wampum je odvozen ze slova Algonkinů a znamená „bílé motouzy“ (perleťových korálků). Pás většinou tvořily bílé korálky z perletě mlže surmovky a z fialových korálků ze zarděnek. Vše drželo na několika osnovních motouzech z kůže či útcích z rostlinných vláken. K navlečení se korálky provrtávaly a jejich výroba prudce vzrostla, když Evropané přivezli kovové vrtáky.

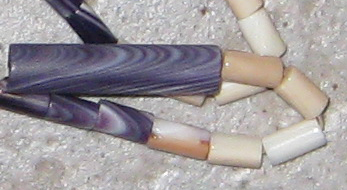
Wampumový náhrdelník z fialových a bílých mušlí

U zrodu Irokézské konfederace, k němuž došlo patrně uprostřed 16. století, stáli Onondagové, usídleni nejblíže středu území pěti irokézských kmenů a stali se správci dokumentu konfederace. Ty měli podobu dlouhých šerp nebo opasků z bílých a purpurových, šest či více milimetrů dlouhých korálků válcovitého tvaru.
Postavení žen ve společnosti
Mezi irokézskými kmeny, kam patřili i Huroni a Suskehanové, byly tresty za zabití ženy dvojnásobně větší než za zabití muže, neboť si uvědomovali možnost nebezpečí nedostatku potomků v budoucnosti. Naopak tomu ale bylo, a to ukazuje na obtíže zevšeobecňování, u Indiánů ze severozápadního pobřeží, kde trest za zabití ženy kmene byl poloviční než trest za smrt muže.

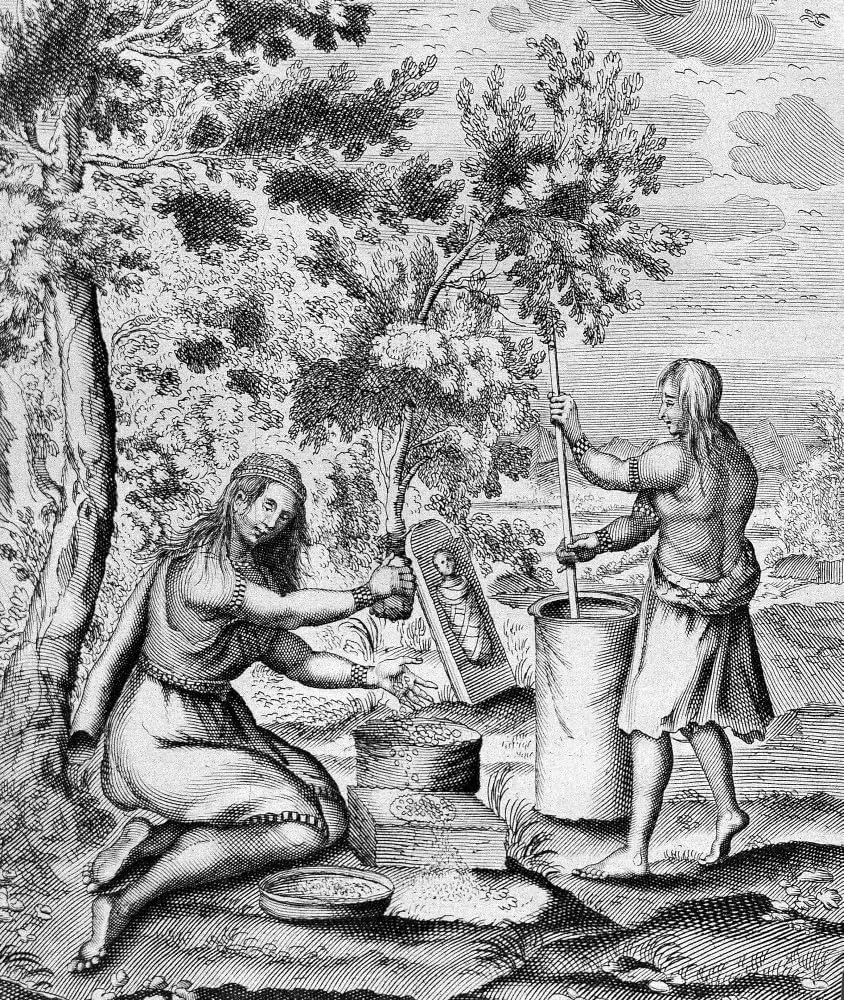
Irokézské ženy při práci

U Irokézů byla polygamie výslovně zakázána a ekonomické faktory – pouze vynikající lovec nebo bohatý muž byl schopen uživit více než jednu ženu – všeobecně diktovaly převahu monogamie na většině území Severní Ameriky.
Tanec
Tanec často doprovázeli hudebníci a zpěváci a byl důležitým prvkem obřadů a rituálů. Některé tančili muži, jiné ženy, a některé předváděli zvlášť vyvolení jedinci, jak tomu bylo v případě onthonrontha „jednoho zpěvu“. Ostatní tance byly pro všechny zájemce. Ještě další byly pouze pro členy určitých řádů, společenství nebo bratrstev. Byly zde i tance osobní, spolkové, klanové, kmenové i mezikmenové s odlišnými komponenty společenského, komického, mimického, vojenského, vlasteneckého, vzývajícího, smutečního nebo erotického děje. Mnohé vyjadřovali poděkování a vděčnost nebo oslavovaly všechny události určitého období a blahořečil duchům zvířat.

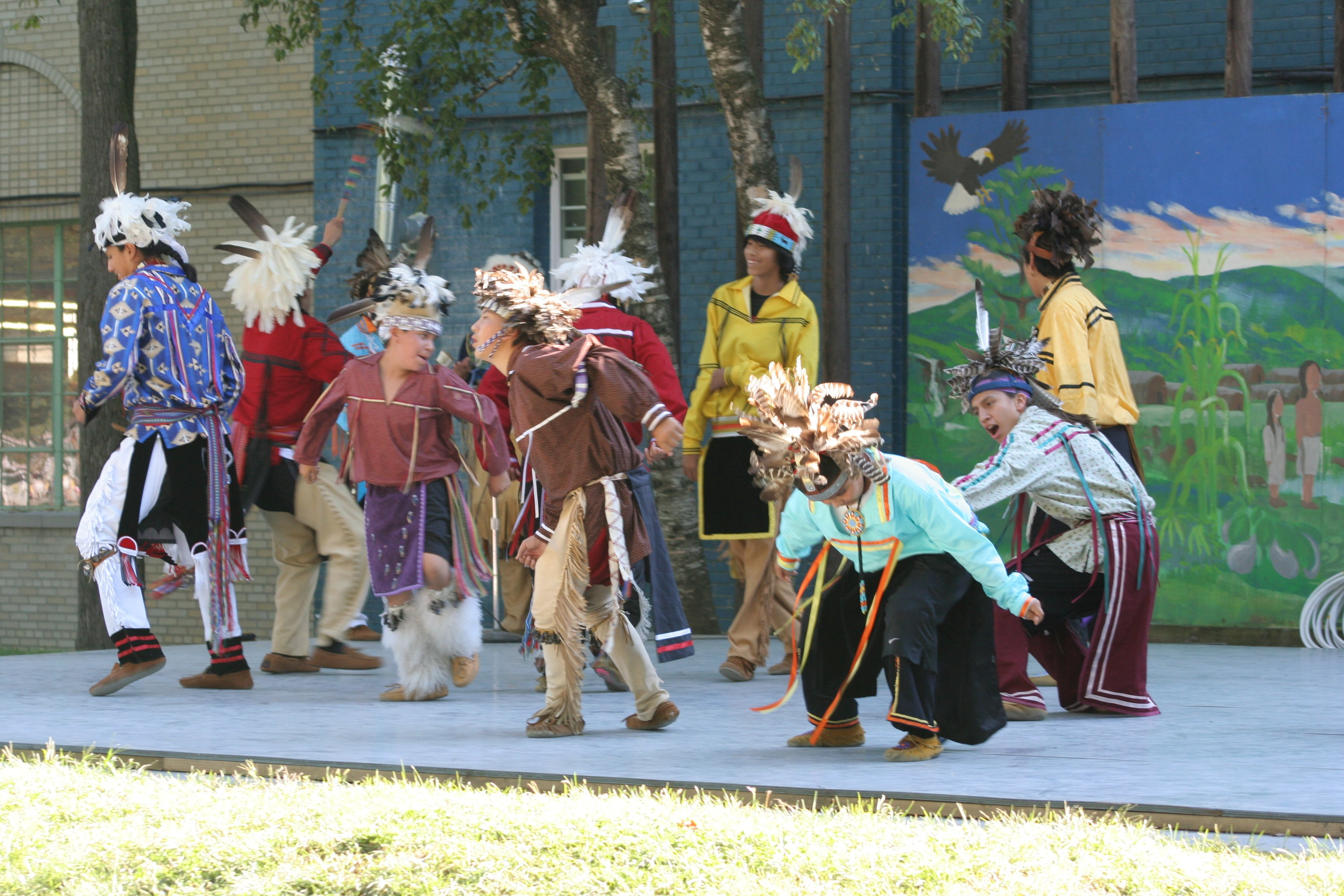
Irokézové při tanci

Všechny kmeny měly bohatý repertoár. Například Lewis Hnery Morgan při probírání obřadu Irokézů uvádí 38 hlavních tanců u Seneců, z nichž jedenáct bylo pouze mužských, sedm pouze ženských, čtrnáct pro smíšené skupiny a při šesti se používalo komplikované oblečení. Některé z těchto tanců – „Tanec našeho životního ochránce“ – ctily růst a dar kukuřice, fazolí a dýní („tří sester“).
Tance byly také základním rituálem obřadů Zelené Kukuřice, tančily se v dlouhých domech „radou domu věrnosti“. Takové obřady mohly trvat tři i více dnů. Sezením podél stěn se uvolnila většina prostoru podlahy a umožnilo se tam tančit, neboť to byla „nanejvýš důležitá část obřadu“.
Zatímco pohyb mužů při tanci byl často rázný při rychlých změnách pozice a někdy i prudký, tanec žen byl volnější, ačkoliv některé obsahovaly skok nebo výskok, a střídavým pomalým pohybem každého ramene se dosahovalo zvláštního kymácení. Je zajímavé, že Onondagové, Cayugové a ostatní kmeny měly jedno ze jmen pro ženy wathonwisas „kymácí se“ či „kolíbá“, což bylo označení upozorňující na kymácivý a kolébavý pohyb, jaký ženy při tanci používaly.

## Irokézská konfederace
Irokézská konfederace byla též známá pod jménem Irokézské sdružení[zdroj?] ale dnešní odborníci mezi těmito pojmy rozlišují. Podle toho pak Irokézská konfederace odkazuje na ceremoniální a kulturní instituci zakotvenou na Velkém shromáždění, zatímco Ikorézské sdružení byla politicky a diplomaticky decentralizovaná entita, která se objevila v odpověď na evropskou kolonizaci. Konfederace dosud existuje, Sdružení se však rozpadlo v Americké válce za nezávislost.

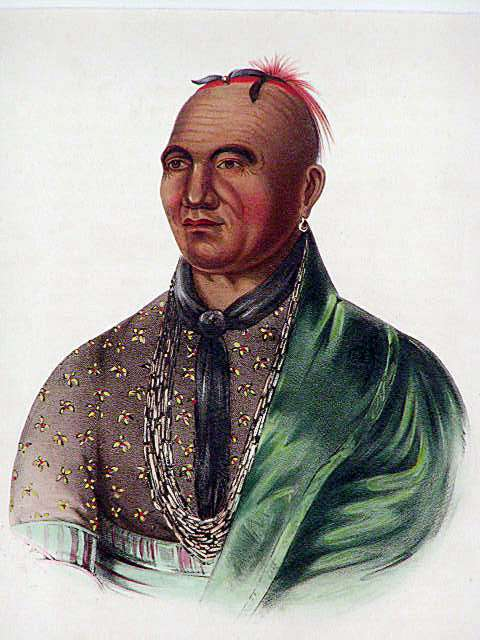
Thayendanegea (Joseph Brant), náčelník Mohawků, 30. léta 19. století

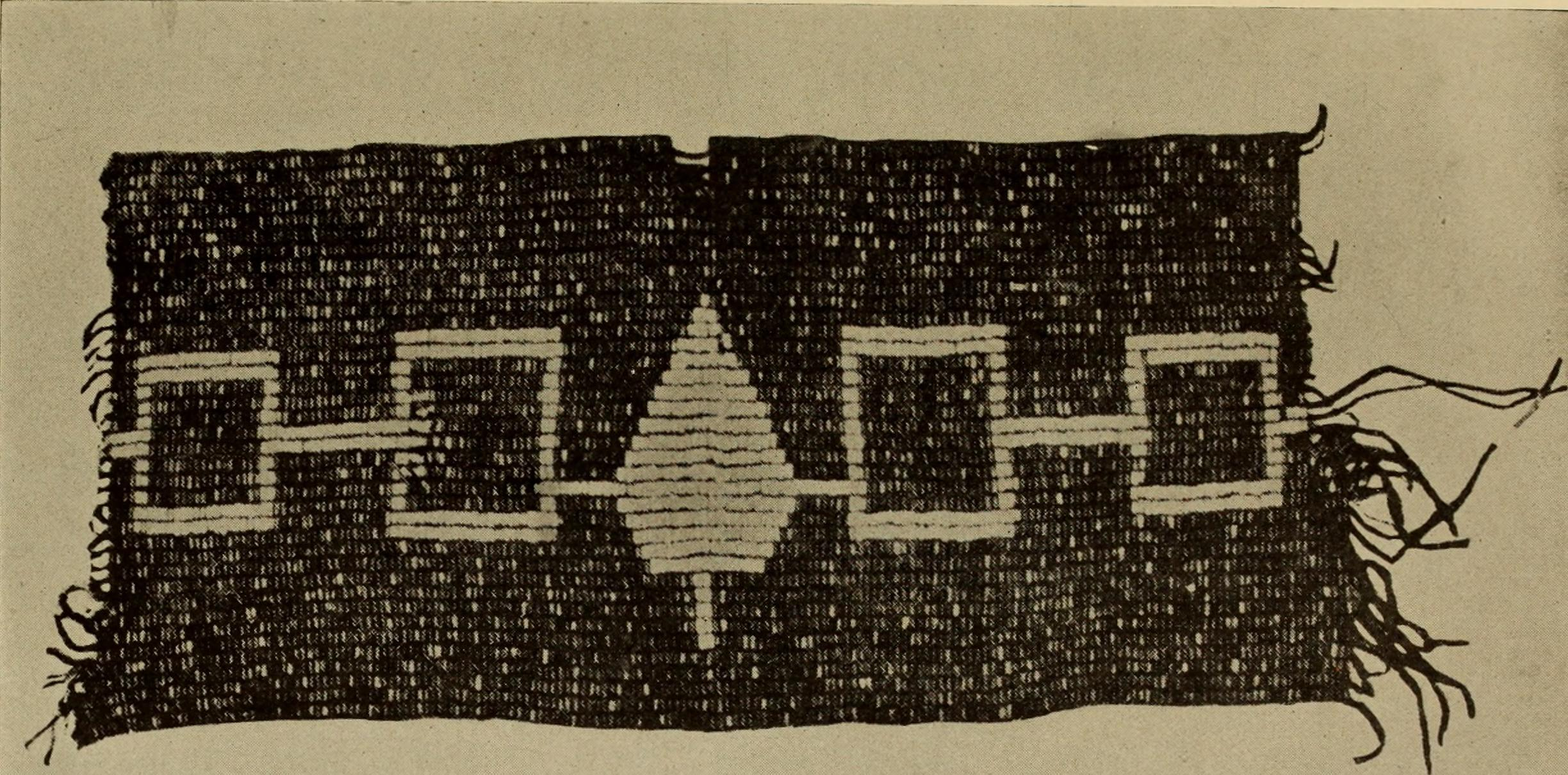
Hiawathův wampumový pásek – dnešní vlajka konfederace – symbolizuje jednotu konfederace.

Podle irokézských tradic byla kdysi doba, kdy všechny kmeny této oblasti byly ve vzájemných konfliktech. Konfederaci sjednotili a vytvořili dva muži – Denagawida, někdy též známý jako Velký mírotvůrce, a Hiawatha, náčelník Onondagů a Mohawků. S sebou přinesli zprávu, kterou my Evropané známe jako Velký mír, určenou válčícím kmenům. Kmenů, které ustanovený Velký mír sjednotil, bylo ze začátku pět – odtud jiné pojmenování konfederace: „Pět národů.“ Tuscarorové se připojili k Lize někdy mezi zářím 1722 a květnem 1723 a od té doby se Lize začalo přezdívat „Šest národů“. Když se Irokézové spojili, rychle se stali jednou z nejvýznamnějších mocností v 17. a 18. století v Severní Americe.
Irokézská konfederace bylo uskupení kmenů, které na sobě závisely minimálně (podobně jako Aztékové). Každý kmen rozhodoval sám o sobě a pouze záležitosti, které se týkaly celé konfederace, byly rozhodovány náčelníky (sachemy) každého kmene. Každý irokézský kmen byl rozdělen na klany (nebo též rody), které byly exogamní. Muž se po narození prvního dítěte stěhoval do domu manželky. Senecové, Onondagové a později Tuscarorové měli osm klanů, Cayugové pět a Mohawkové a Oneidové tři. Kromě Oneidů a Mohawků, každý kmen byl rozdělen na dvě bratrstva; bratrstva Seneců měla po čtyřech klanech, první bratrstvo Cayugů a Oneidů pět klanů a druhé tři klany. Uzavírání sňatků uvnitř bratrstva bylo zakázáno, bratrstvo tedy bylo exogamní. Bratrstva mezi sebou soupeřila v různých činnostech, mimo jiné i ve sportovních hrách.
| České pojmenování | Irokézské pojmenování | Překlad               | Teritorium kmene v 17. – 18. stol. |
| ----------------- | --------------------- | --------------------- | ---------------------------------- |
| Senecové          | Onondowahgah          | Lidé velkého kopce    | Seneca Lake a řeka Genesee         |
| Cayugové          | Guyohkohnyoh          | Lidé velké bažiny     | Cayuga lake                        |
| Onondagové        | Onöñda'gega           | Lidé kopců            | Onondaga lake                      |
| Oneidové          | Onayotekaono          | Lidé stojícího kamene | Oneida lake                        |
| Mohawkové         | Kanien'kehá:ka        | Lidé křemene          | Mohawk river                       |
| Tuscarorové       | Ska-Ruh-Reh           | Sběrači konopí        | původem ze Severní Karolíny        |

Radu konfederace tvořilo na padesát sachemů stejného postavení, vybraných z mateřských rodin, a ti vyřizovali všechny záležitosti konfederace. Tito náčelníci se scházeli, kdykoliv to bylo nutné, například rozhodovali o míru nebo válce s jinými kmeny, projednávali mezikmenové záležitosti a přijímali cizí posly či vyslance. Náčelníci byly výhradně federálními představiteli a neměli legální moc v žádné události, týkající se klanu nebo kmenu. Zvláště zajímavá je skutečnost, že to byla seniorka klanu tzv. „moudrá stařena“, kdo po konzultaci s ostatními ženami klanu vybíral vhodné sachemy a ti, po schválení ostatními sachemy, byli uvedeni do funkce při zvláštní mezikmenové slavnosti. Jak pozoroval jeden badatel, tatáž „moudrá stařena měla moc ho opět odvolat v případě, že porušil důstojnost svého postavení“.
Velké porady Konfederace obvykle svolávali Onondagové, sídlící přímo uprostřed pětice kmenů konfederace, když každý rok „povolávali kmeny konfederace od jejich poradních ohňů k velké poradě do Onondagy, aby společně prozkoumali jejich dávnou organizaci a odstranili vzniklé rozpory.“ Byli to Onondagové, kdo se stali správci kmenového archivu v tradiční podobě wampumových opasků, sehrávajících úlohu dokladů o důležitých událostech konfederace, jakými byly smlouvy s jinými kmeny a Evropany.
Díky početní síle jejich svazu (odhady počtu Irokézů na počátku 18. století se pohybují mezi 16 a 20 tisíci) a dobré výzbroji získané od nizozemských a anglických obchodníků dosahoval svaz a poté konfederace v téměř neustálých válkách, které Irokézové vedli od poloviny 17. století se svými indiánskými sousedy, zpravidla vítězství. Za válek evropských mocností bojovali na straně Angličanů, a těmto svým spojencům zůstali většinou věrní i ve válce za nezávislost Spojených států a britsko-americké válce. Během těchto válek se konfederace rozpadla. Britští spojenci odešli do Kanady, neutrální skupiny, popřípadě spojenci Američanů, pak postupně za Mississippi. V průběhu 19. století pak skončily tyto skupiny v rezervacích. Ve 20. století se většina Irokézů čítajících podle odhadů z 60. let okolo 35.000 osob (společně v Kanadě i v USA) živila farmařením, některé skupiny odešly do měst, kde pracují v průmyslu a stavebnictví.

## Organizace a struktura společnosti
Každý kmen vybíral náčelníky pro sebe; ti je pak zastupovali na Velkém shromáždění. O tom, zda je budou opravdu zastupovat, rozhodovali náčelníci na úřadujících místech. Z toho vyplývá, že vybraný náčelník mohl, ale nemusel, být zvolen a přijat. V případě, že by náčelník nebyl přijat, kmen musel vybrat dalšího kandidáta na jeho místo. Postupovalo se tak dlouho, dokud jeden náčelník nebyl zvolen. Vždycky bylo důležité, aby náčelník patřil k dotyčnému kmenu, jelikož po zvolení ztrácel své staré a dostával jméno nové, které sloužilo zároveň jako jméno a hodnost. Irokézové byli tolerantní i k ženám a tak náčelnicí mohla být zvolena i žena – což se dost často i stávalo. Každý kmen zastupoval určitý počet náčelníků, dohromady jich bylo 50. Mohawkové a Oneidové měli 9 náčelníků, Onondagové 14, Cayugové 10 a Senecové 8. Tuscarové neměli právo mít svého náčelníka na Shromáždění, byli však přijati do konfederace. Při sečtení všech náčelníků dostáváme počet 48 osob – dvě zbývající místa patřila významným osobám z historie Irokézů: Hiawathovi a Deganwidovi. I přesto, že byli po smrti, zůstala po nich jejich dvě místa a Velké shromáždění se chovalo jako by tam byli (na jejich místa nebyl nikdo volen). Všichni náčelníci byli z různých kast ale vždy patřili tomu samému kmenu.
| Senecové | Cayugové | Onondagové | Oneidové          | Mohawkové         | Tuscarorové             |
| -------- | -------- | ---------- | ----------------- | ----------------- | ----------------------- |
| Vlk      | Vlk      | Vlk        | Vlk (Thayú:ni)    | Vlk (Okwáho)      | Vlk (Θkwarì•nę)         |
| Medvěd   | Medvěd   | Medvěd     | Medvěd (Ohkwá:li) | Medvěd (Ohkwá:ri) | Medvěd (Uhčíhręˀ)       |
| Želva    | Želva    | Želva      | Želva (A'no:wál)  | Želva (A'nó:wara) | Želva (Ráˀkwihs)        |
| Sluka    | Sluka    | Sluka      | -                 | -                 | Sluka (Tawístawis)      |
| Jelen    | -        | Jelen      | -                 | -                 | -                       |
| Bobr     | -        | Bobr       | -                 | -                 | Bobr (Rakinęhá•ha•ˀ)    |
| Volavka  | Volavka  | -          | -                 | -                 | -                       |
| Jestřáb  | -        | Jestřáb    | -                 | -                 | -                       |
| -        | -        | Úhoř       | -                 | -                 | Úhoř (Akunęhukwatíha•ˀ) |

Mohawkové
Náčelníci I. kasty byli příslušníci klanu Želvy; II. kasty klanu Vlka; III. kasty klanu Medvěda
I. 1. Da-gä-e’-o-gă („Neutrální“ nebo „Štít“) 2. Hä-yo-went’-hä („Člověk, který se češe“) 3. Da-gä-no-we’-dä („Nevyčerpatelný“). První kasta připadala klanu Želvy.
II. 4. So-ä-e-wä’-ah („Tichá řeč “) 5. Da-yo’-ho-go („U rozcestí“) 6. 0-ä-ä’-go-wä („U Velké řeky“). Druhá kasta připadala klanu Vlka.
III. 7. Da-an-no-gä’-e-neh („Ten, který táhne své rohy“) 8. Sä-da’-gä-e-wä-deh („Dokonce zmírněný“) 9. Häs-dä-weh’-se-ont-hä („Věšící chřestýše“). Třetí kasta připadala klanu Medvěda.
Oneidové
První kasta připadala náčelníkům klanu Vlka; II. klanu Želvy; III. klanu Medvěda
I. Ho-däs’-hä-teh („Člověk, který nese břemeno“) 2. Ga-no-gweh’-yo-do („Člověk překrytý kočičí srstí“) 3. Da-yo-hä’-gwen-da („Otvor skrz les“). První kasta připadala klanu Vlka.
II. 4. So-no-sase’ („Dlouhý řetěz“) 5. To-no-ä-gǎ’-o („Člověk, kterého bolí hlava“) 6. Hä-de-ä-dun-nent’-hä („Člověk, který se polyká“). Druhá kasta připadala klanu Želvy.
III. 7. Da-wä-dä’-o-dä-yo („Místo (poloha) ozvěny“) 8. Gä-ne-ä-dus’-ha-yeh („Válečná hůl na zemi“) 9. Ho-wus’-hä-da-o („Člověk, který se kouří“). Třetí kasta připadala klanu Medvěda.
Onondagové
Kmen Onondagů měl 4 nebo 5 kast náčelníků. Tady náčelníci stejných kast patřili různým klanům.
I. 1. To-do-dä’-ho („Zašmodrchaný“) 2. To-nes’-sa-ah. 3. Da-ät-ga-dose. („Na stráži“). První kasta patřila klanu Medvěda.
II. 4. Gä-neä-dä’-je-wake („Hořké tělo“) 5. Ah-wä’-ga-yat. 6. Da-ä-yat’-gwä-e.
4. náčelník připadal klanu Sluky; 6. náčelník připadal klanu Želvy
III. 7. Ho-no-we-nă’-to. Tento náčelník měl dědičný titul hlídače od pásu „wampuma“; připadal klanu Vlka.
IV. 8. Gä-wǎ-nǎ’-san-do. 9. Hä-e’-ho. 10. Ho-yo-ne-ä’-ne. 11. Sa-dä’-kwä-seh.
8. a 9. náčelník připadal klanu Jelena; 10. náčelník připadal klanu Želvy; 11. náčelník připadal klanu Medvěda.
V. 12. Sä-go-ga-hä’.(„Mající tušení“) 13. Ho-sa-hä’-ho. („Široká ústa“) 14. Skä-no’-wun-de. („Přes potok“)
12. náčelník připadal klanu Jelena; 13. a 14. náčelník připadal klanu Želvy
Cayugové
Kmen Cayugů měl smíšené kasty náčelníků.
I. 1. Da-gä’-ă-yo. („Vystrašený člověk“) 2. Da-je-no’-dä-weh-o. 3. Gä-dä’-gwä-sa. 4. So-yo-wasé. 5. Hä-de-äs’-yo-no.
1. náčelník připadal klanu Jelena; 2. náčelník připadal klanu Sluky; 3. a 4. náčelník náčelník připadal klanu Medvěda; 5. náčelník připadal klanu Želvy.
II. 6. Da-yo-o-yo’-go. 7. Jote-ho-weh’-ko. („Velmi studený“) 8. De-ä-wate’-ho.
6. náčelník není přesně určen; 7. náčelník připadal klanu Želvy; 8. náčelník připadal klanu Sluky.
III. 9. To-dä-e-ho’. 10. Des-gä’-heh. Třetí kasta patřila klanu Sluky.
Senecové
Kmen Seneců měl čtyři kasty náčelníků.
I. 1. Ga-ne-o-di’-yo („Krásné jezero“) 2. Sä-dä-gä’-o-yase („Rajská rovina“)
1. náčelník připadal klanu Želvy; 2. náčelník připadal klanu Sluky.
II. 3. Gä-no-gi’-e 4. Sä-geh’-jo-wä („Velké čelo“)
3. náčelník připadal klanu Jestřába; 4. náčelník připadal klanu Želvy
III. 5. Sä-de-a-no’-wus („Pomocník“) 6. Nis-hä-ne-a’-nent („Den, který mizí“)
5. náčelník připadal klanu Medvěda; 6. náčelník připadal klanu Sluky.
IV. 7. Gä-no-go-e-dä’-we („Spálené vlasy“) 8. Do-ne-ho-gä’-weh („Otevřené dveře“)
7. náčelník připadal klanu Sluky; 8. náčelník připadal klanu Vlka.
Tuscarové
Tuscarorové měli také klany podobné Irokézům (Medvěd, Bobr, Sluka, Úhoř) ale měli dva Vlky (žlutý a šedý, oba ve stejném bratrstvu), dvě Želvy (velkou a malou). Tuscarorům chyběl klan Jelenů, jelikož ten byl již dávno vyvražděn.